# Cyperus rigens
Cyperus rigens är en halvgräsart som beskrevs av Jan Svatopluk Presl och Karel Presl. Cyperus rigens ingår i släktet papyrusar, och familjen halvgräs.

## Underarter
Arten delas in i följande underarter:
- C. r. rigens
- C. r. serrae
- C. r. selmirae